# Длуголенка (гміна)
Гміна Длуголенка (пол. Gmina Długołęka) — сільська гміна у південно-західній Польщі. Належить до Вроцлавського повіту Нижньосілезького воєводства.
Станом на 31 грудня 2011 у гміні проживало 24704 особи.

## Територія
Згідно з даними за 2007 рік площа гміни становила 212.41 км², у тому числі:
- орні землі: 71.00%
- ліси: 17.00%

Таким чином, площа гміни становить 19.03% площі повіту.

## Населення
Станом на 31 грудня 2011:
| Опис     | Загалом | Загалом | Чоловіки | Чоловіки | Жінки | Жінки |
| -------- | ------- | ------- | -------- | -------- | ----- | ----- |
| одиниця  | осіб    | %       | осіб     | %        | осіб  | %     |
| все      | 24704   | 100     | 12271    | 49.67    | 12433 | 50.33 |
| міське   | 0       | 100     | 0        |          | 0     |       |
| сільське | 24704   | 100     | 12271    | 49.67    | 12433 | 50.33 |

## Сусідні гміни
Гміна Длуголенка межує з такими гмінами: Вішня-Мала, Доброшице, Завоня, Олесниця, Тшебниця, Черниця.